# Z 셸
Z 셸(Z shell, zsh)은 상호작용 로그인 셸이자 셸 스크립트를 위한 강력한 명령 줄 인터프리터로 사용할 수 있는 유닉스 셸이다. zsh는 bash, ksh, tcsh의 일부 기능을 포함하여 수많은 개선 사항이 갖추어진 확장형 본 셸이다. 커스텀이 비교적 자유로운 편이며, 설치 또한 간편하다. macOS에서 기본 셸로 설정되어 있다.

## 기원
Paul Falstad는 1990년에 zsh의 최초 버전을 작성하였으며, 이 때는 그가 프린스턴 대학교에서 재학 중이었을 때의 일이다.

### 공식
- Primary site
- Sourceforge Project page
- Mailing List Archive
- ZSH Wiki

### 문서
- Zzappers Best of ZSH Tips
- TuxRadar: Z Shell Made Easy 보관됨 2017-05-12 - 웨이백 머신
- Users guide

### 기타
- Oh My ZSH!